# Lincoln City F.C.
Lincoln City Football Club er en engelsk fodboldklub fra Lincoln, Lincolnshire. Klubben spiller i League One.
Klubben spiller sine hjemmekampe på Sincil Bank, hvor der er plads til 10.130 tilskuere og har tilnavnet "The Imps" eller "The Red Imps" efter legenden om impen fra Lincoln. Holdet spiller traditionelt i rød og hvid-stribede trøjer, sorte shorts og hvide strømper.
Klubbens bedste resultat stammer fra 1902, hvor det opnåede en femteplads i 2. division (næstbedste række dengang), men har siden 1960-61 ikke spillet højere end i tredjebedste række. I FA Cuppen nåede holdet 18. februar 2017 som det første hold uden for Football League siden 1912 kvartfinalen efter sejr over Premier League-holdet Burnley F.C.